# Romeira
Romeira est une ancienne freguesia portugaise située dans le District de Santarém.
Avec une superficie de 11,11 km2 et une population de 775 habitants (2001), la paroisse possède une densité de 69,8 hab/km2.

## Histoire
La loi no 11-A/2013 du 28 janvier 2013, portant réorganisation administrative du territoire des freguesias, fusionne Romeira avec la paroisse voisine de Várzea pour former l’União das Freguesias de Romeira e Várzea, dont le siège est à Várzea.